# Ласло Гонда
Ласло Гонда (угор. Gonda László нар. 24 квітня 1988, Татабанья) – угорський шахіст, гросмейстер від 2010 року.

## Шахова кар'єра
У 2000-2006 роках неодноразово представляв Угорщину на чемпіонатах світу та Європи серед юніорів у різних вікових категоріях, завоювавши дві медалі: срібну (Орпеза 2000 – чемпіонат світу до 12 років) і бронзову (Орпеза 2001 – чемпіонат світу до 14 років). 2006 року здобув у Балатонлелле титул командного чемпіона Європи серед юніорів до 18 років. Був також багаторазовим призером чемпіонату країни серед юніорів, зокрема золоти Пакш 2000 – до 12 років) і двічі срібним (Балатонлелле 2001 – до 14 років, Мішкольц 2004 – до 16 років). В 2008 році здобув у Ольвії срібну медаль на командному турнірі за Кубок Мітропа.
В 2001, 2003, 2005 і 2006 роках (разом з Матьє Корнеттом) перемагав у регулярних турнірах First Saturday у Будапешті (IM). Гросмейстерські норми виконав у Залакароші (2006, поділив 1-ше місце разом з Девідом Берцешом, Віктором Ердьошом, Дьюлою Саксом) і двічі в 2010 році у Будапешті на турнірах First Saturday (FS03 GM і FS04 GM – в обох випадках посідаючи 1-ше місце).
До інших його успіхів до міжнародних турнірах належать:
- посів 1-ше місце в Будапешті (2003, турнір Tapolca Evadnyito Open),
- посів 1-ше місце в Міндсенткаллі (2003),
- посів 1-ше місце в Капошварі (2004),
- поділив 1-ше місце в Печі (2005, разом з Норбертом Бодо),
- посів 1-ше місце в Шалготар'яні (2005),
- посів 1-ше місце в Будапешті (2006, турнір Evadnyito Open),
- посів 1-ше місце в Балатонлелле – двічі (2006, 2007),
- поділив 1-ше місце в Давосі (2007, разом з Імре херою і Б'єрном Тіллером),
- посів 1-ше місце в Ньїредьгазі – двічі (2007, 2010),
- посів 1-ше місце в Хевізі (2008),
- поділив 1-ше місце в Хевізі (2009, разом з Петером Хорватом),
- посів 2-ге місце в Цюриху (2014, позаду Аркадія Найдіча)[3].

Найвищий рейтинг Ело в кар'єрі мав станом на 1 січня 2014 року, досягнувши 2565 очок займав тоді 13-те місце серед угорських шахістів.

## Зміни рейтингу
| На цьому місці має відображатися графік чи діаграма, однак з технічних причин його відображення наразі вимкнено. Будь ласка, не видаляйте код, який викликає це повідомлення. Розробники вже працюють для того, щоби відновити штатне функціонування цього графіка або діаграми. | |
| | На цьому місці має відображатися графік чи діаграма, однак з технічних причин його відображення наразі вимкнено. Будь ласка, не видаляйте код, який викликає це повідомлення. Розробники вже працюють для того, щоби відновити штатне функціонування цього графіка або діаграми. |